# Football Club Sports réunis Haguenau
El Football Club Deportes Reunidos Haguenau es un equipo de fútbol de la ciudad de Haguenau, en Alsacia, Francia. Juega en el Championnat National 3, la quinta división de fútbol en el país.

## Historia
Fue fundado en el año 1987 en la ciudad de Haguenau en la región de Alsacia luego de la fusión de los equipos FC Haguenau (fundado en 1900) y SR Haguenau (fundado en 1920), ambos equipos estaban pasando por una mala situación económica durante el proceso de fusión.
Desde el inicio el club mostró un notable avance divisional en Francia ya que obtuvieron 5 ascensos de categoría en siete años que lo llevaron a jugar en el Championnat National (tercera división de Francia) en la temporada de 1992/93, en la cual descendieron en tan solo una temporada debido a la reorganización del fútbol francés en 1993.
Luego de temporadas difíciles terminaron jugando en la DH Alsacia (sexta división), pero en la temporada 2017/18 regresaron al Championnat National 2, donde descendieron tras una temporada.

## Palmarés
- Division 4 Grupo C: 1

1992.
- National 2 Grupo A: 1

1994.
- CFA Grupo B: 1

2000.
- National 3 Grupo Grand Est: 1

2018.
- DH d'Alsace: 2

1990, 2005.
- Copa de Alsacia: 3

1999, 2014, 2016.

## Jugadores

### Jugadores destacados
- Régis Dorn
- Régis Gurtner
- Jean-François Kornetzky
- Alain Perrin
- Akmal Rizal Ahmad Rakhli[1]

## Entrenadores
- Pierre Pleimelding